# ویلیام بومانت
ویلیام بومانت (انگلیسی: William Beaumont؛ ‏ ۲۱ نوامبر ۱۷۸۵ – ۲۵ آوریل ۱۸۵۳) پژوهش‌گر، جراح و پزشک برجستهٔ نیروی زمینی ایالات متحده آمریکا بود.
وی به سبب پژوهش‌هایش در زمینهٔ گوارش، «پدر علم فیزیولوژی معده» نام گرفت.